# Plan for Destruction
Plan for Destruction ist ein US-amerikanischer Dokumentar-Kurzfilm aus dem Jahr 1943. Er wurde bei der Oscarverleihung 1944 für den Besten Dokumentarkurzfilm nominiert. Der Film handelt von Karl Haushofers Geopolitik und seiner Rolle im Zweiten Weltkrieg. Regie führte Edward L. Cahn. Als Sprecher trat Lewis Stone auf, als Karl Haushofer ist Frank Reicher zu sehen. 

## Handlung
Der Kurzfilm gibt den Thesen von Karl Haushofer und dessen Geopolitik eine Hauptschuld am Zweiten Weltkrieg. Haushofer wird als Ideengeber für Adolf Hitler dargestellt. Der Film enthält sowohl Archivmaterial als auch nachgestellte und dramatisierte Szenen. Es finden sich einige historische Ungenauigkeiten in der Darstellung. So entwickelte sich die Freundschaft zwischen Heß und Haushofer bereits 1919 und Haushofer lernte Hitler kennen, als er selbst Heß im Gefängnis besuchte. Auch zog sich Haushofer nach Beginn des Zweiten Weltkriegs ins Private zurück, litt an Depressionen und war zur Entstehungszeit des Films bereits in Ungnade gefallen. Der nachfolgende Handlungsverlauf gibt daher den Film wieder und ist keine Beschreibung historischer Tatsachen.
Nach dem Ersten Weltkrieg werden die Militärs degradiert und sind in der Bevölkerung nicht gut angesehen. Einige begehen sogar Selbstmord. Generalmajor Karl Haushofer gerät in eine Menschenmenge und wird verspottet. Er schwört Rache. Kurz darauf geht er an die Universität Münchens und lehrt dort seine Geopolitik, die die Theorie vom Lebensraum im Osten umfasst. Nach einer Vorlesung lernt er Rudolf Heß kennen, Mitglied der NSDAP, der ihn mit Adolf Hitler bekannt macht, der nach dem gescheiterten Putschversuch 1923 in Landsberg inhaftiert ist. Haushofer wird nach der Machtergreifung an die Deutsche Akademie berufen und darf dort das geopolitische Institut leiten. Ausgehend von diesem Institut wird ein Geheimdienst gestartet, der die gesamte Welt über Austauschprogramme oder Urlaubsreisen beobachtet und Fotomaterial (Postkarten, Fotografien) nach Hause schickt. Weitere Informationen entnimmt das Institut aus Magazinen und Büchern sowie über die verschiedenen Botschaften und befreundete Verbände. Haushofer legt 1939 nahe, dass der Überfall auf Polen beginnen könne, und liefert Informationen, die den Einmarsch erleichtern. Haushofer ist mehrmals in Uniform zu sehen, wie er Offizieren die Geopolitik erklärt und Instruktionen erteilt. Von Polen aus beginnt Hitlers Feldzug, der seinen Erfolg vor allem Haushofers Forschungen verdankt. Eine Szene zeigt Haushofer, wie er die Propaganda rühmt und auf die ersten Siege anstößt. Anschließend beginnt der Deutsch-Sowjetische Krieg. Haushofer und Hitler glauben an einen Sieg innerhalb von sechs Wochen, doch der Krieg dauert immer länger. Durch Vermittlung von Haushofer entsteht die Achse Deutschland-Japan.
Der Film zeigt nun, dass Haushofer sich in einigen Punkten geirrt habe: So habe er den Widerstand einiger Länder unterschätzt und sei davon ausgegangen, das eroberte Gebiete erobert blieben. Auch habe er nicht beachtet, dass sich die Alliierten nicht nur verteidigen, sondern auch zurückschlagen würden. Der Film schließt mit einer Rede von Franklin D. Roosevelt, der die US-amerikanische Jugend zum Widerstand gegen Nazi-Deutschland aufruft.